# Joe Shuster

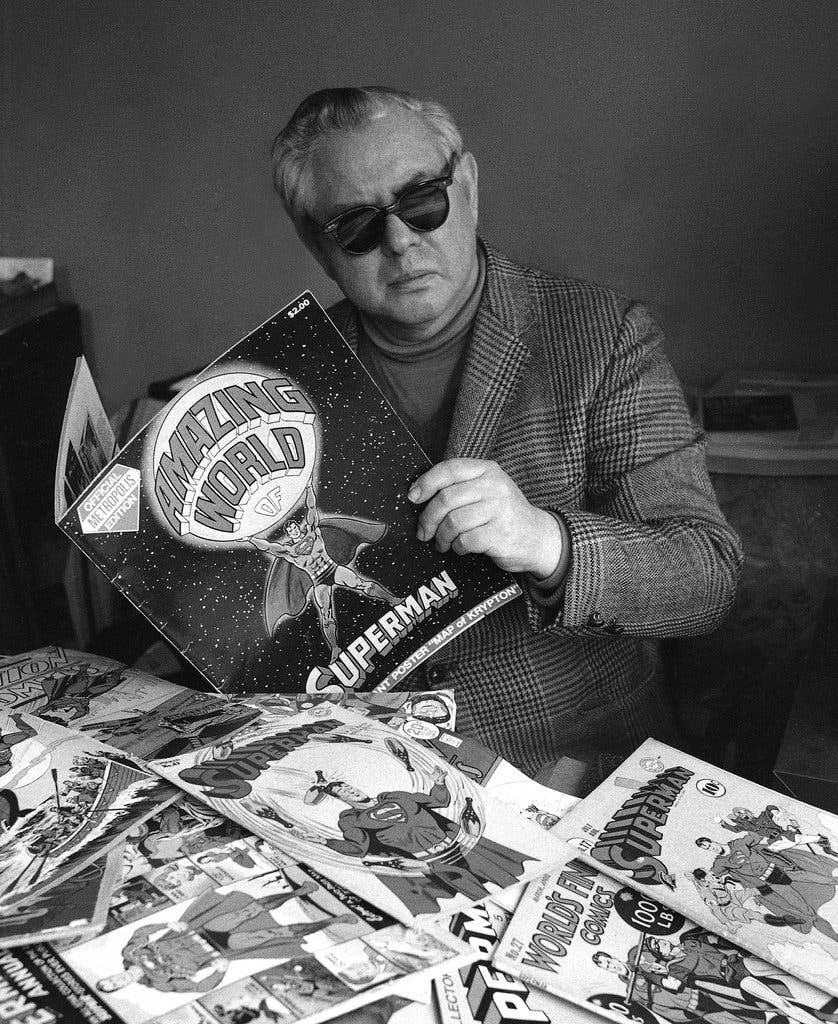
Joe Shuster (1975)

Joe Shuster (ur. 10 lipca 1914, zm. 30 lipca 1992) – amerykańsko-kanadyjski rysownik komiksów, twórca (wraz z Jerrym Siegelem) postaci Supermana.

## Życiorys
Przyszedł na świat w Toronto, w rodzinie żydowskiej. W dzieciństwie pracował jako roznosiciel gazet. W 1924 jego rodzina przeniosła się do Cleveland w stanie Ohio. W tamtejszej szkole poznał J. Siegela, z którym rozpoczął wydawanie fanzinu Science Fiction. W latach 30. duet autorów rozpoczął współpracę z National Allied Publications (późniejszym DC Comics), publikując jeden z odcinków serii "New Fun" (1935) oraz liczącą 48 stron historię" Detective Dan: Secret Operative No. 48", która nie została opublikowana. W tym czasie Shuster stworzył graficzne wizerunki Supermana, jego alter ego, Clarka Kenta, oraz Lois Lane. Był twórcą rysunków do pierwszej opublikowanej historii o Supermanie w czerwcu 1938. Jego kontrakt z wydawnictwem wygasł w 1946 i obaj z Siegelem odsprzedali prawa do postaci Supermana za 94 tysiące dolarów. Shuster następnie rysował serię "Funnyman", a także anonimowo historie horrorów. W następnych latach zaprzestał rysowania z powodu pogarszającego się wzroku. W 1975 otrzymał od DC Comic (wraz z Siegelem) dożywotnią pensję w wysokości najpierw 20 tysięcy, później zwiększoną do 30 tysięcy dolarów rocznie.